# Gorodișce (monument al naturii)
Gorodișce (în ucraineană Городище, în română Așezarea) este un monument al naturii de tip „complex” de importanță locală din raionul Adâncata, regiunea Cernăuți (Ucraina), situat la vest de satul Petriceanca. Este administrat de „Silvicultura Storojineț”.
Suprafața ariei protejate constituie 10,6 hectare, fiind creată în anul 2006 prin decizia comitetului executiv regional. Statutul este atribuit pentru conservarea monumentului arheologic al culturii Gâva, precum și al unei așezări din secolele IX-X. Se compune din trei parcele situate în mijlocul unei păduri de fag.